# Neo culture〜Beyond the world〜
『Neo culture 〜Beyond the world〜』（ネオ・カルチャー 〜ビヨンド・ザ・ワールド〜）は、日本のバンド、Dの通算6作目のアルバムとして発売。Dの3枚目のフル・アルバム。

## 概要
- 初回限定版Aタイプに「薔薇色の日々」PV、Bタイプに「久遠」PV収録。

## 収録曲
1. Follow 
（作詞・作曲：ASAGI）
2. SIGNAL 
（作詞・作曲：ASAGI）
3. 桜花咲きそめにけり 
（作詞・作曲：ASAGI）
4. Schwarzschild(シュバルツシルト) 
（作詞・作曲：ASAGI）
5. Glacial melt 
（作詞：ASAGI / 作曲：Ruiza）
6. Marine snow 
（作詞：ASAGI / 作曲：Ruiza）
7. Canon Del Colca(カニョン・デル・コルカ) 
（作詞・作曲：ASAGI）
8. Graveless 
（作詞：ASAGI / 作曲：Ruiza）
9. 空に咲（え）む花、水に棲み地に宿る。 
（作詞：ASAGI / 作曲：Tsunehito）
10. 久遠 
（作詞・作曲：ASAGI）
11. 薔薇色の日々 
（作詞：ASAGI / 作曲：Ruiza）
12. Dearest you 
（作詞・作曲：ASAGI）